# Northney
Northney – wieś w Anglii, w hrabstwie Hampshire, w dystrykcie Havant. Leży 40 km na południowy wschód od miasta Winchester i 96 km na południowy zachód od Londynu.